# 天和镇
天和镇，是中华人民共和国重庆市开州区下辖的一个乡镇级行政单位。

## 行政区划
天和镇下辖以下地区：
仁和社区、明阳村、白乐村、水磨村、高兴村、天和村、桐树村、笔山村、安静村和银峰村。